# Budschak

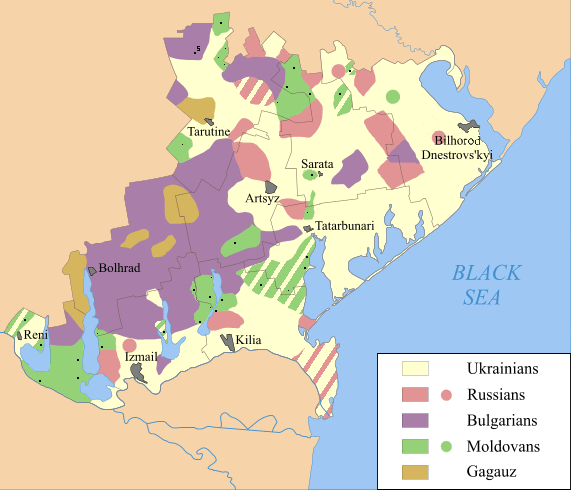
Heutige ethnische Konstellation im Budschak

Als Budschak (russisch und ukrainisch Буджак, wiss. Transliteration Budžak, rumänisch Bugeac, tatarisch bzw. türkisch Bucak, dobrudschatatarisch Buğak) wird der südliche Teil der historischen Landschaft von Bessarabien bezeichnet. Die Region liegt heute größtenteils auf dem Staatsgebiet der Ukraine (südwestlicher Teil der Oblast Odessa), ein kleinerer Teil befindet sich im Süden der Republik Moldau.

## Namensherkunft
Der Name Budschak stammt aus dem Tatarischen bzw. Türkischen und heißt Winkel und wird auch als Bezeichnung für einen Landstrich oder im modernen Türkisch für einen Verwaltungsdistrikt (Bucak) verwendet (vgl. im Deutschen die analogen Namen Holzwinkel oder Pfaffenwinkel). Die Städte Bender, Akkerman (Bilhorod-Dnistrowskyj) und Ismajil liegen in dem Gebiet.

## Landschaft

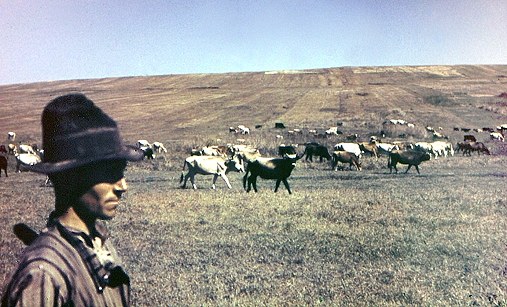
Rinderherde mit Hirte in der Steppe des Budschaks (1940)

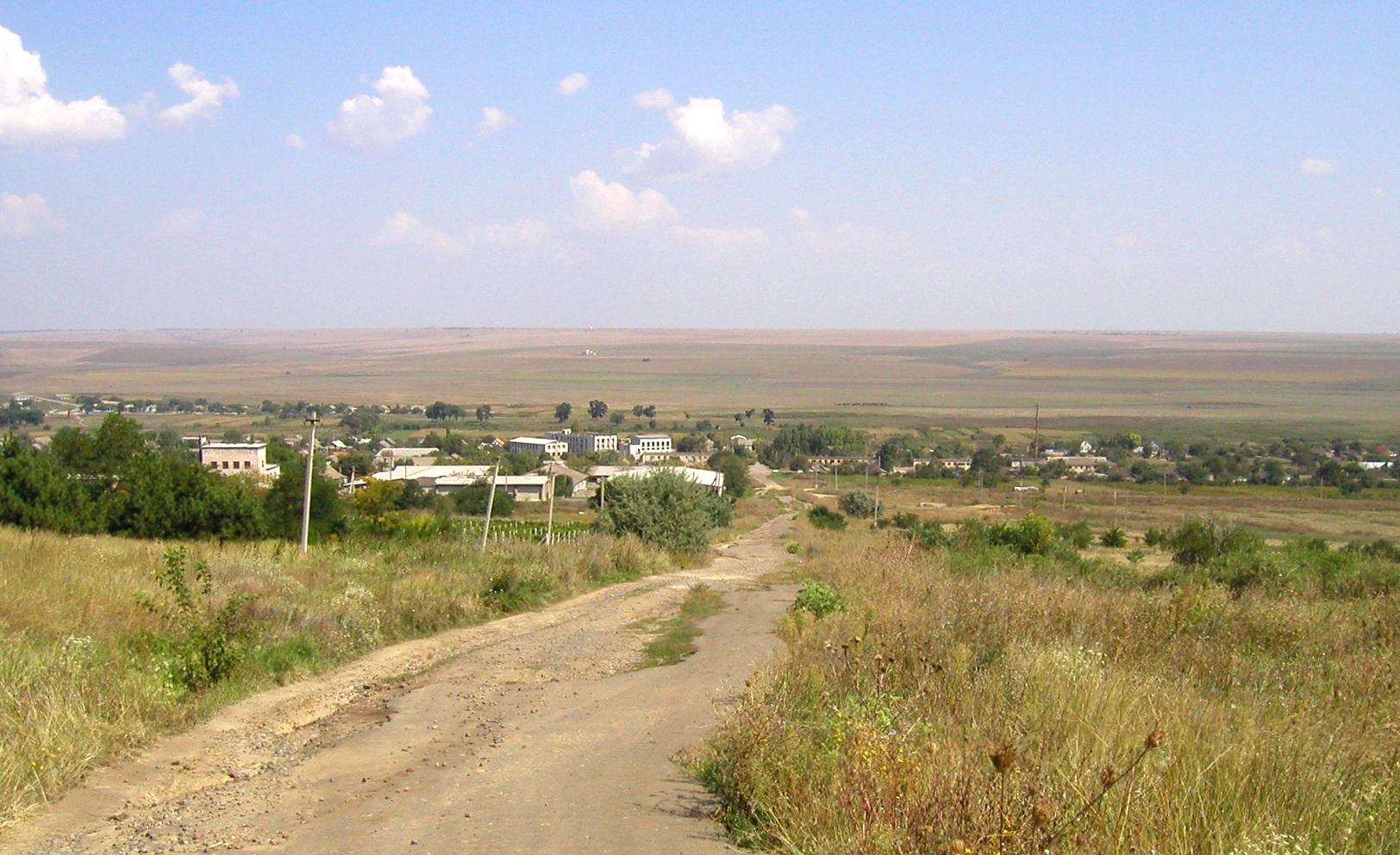
Wessela Dolyna, das frühere bessarabiendeutsche Klöstitz, in der Steppenlandschaft

Die weite, leicht hügelige Steppenlandschafthat besitzt sehr fruchtbare Böden, die sogenannte Schwarzerde. Die Kolonisten machten das Land urbar, was für die damals rückständige russische Landwirtschaft einen gewissen Vorbildcharakter hatte. Sie bauten hauptsächlich Getreide, Öl- und Hülsenfrüchte für den Export nach Odessa und in westeuropäische Städte an. Im Laufe der Zeit entwickelte sich der Budschak zu einer Art Kornkammer für das Land.

## Bevölkerung
Um 1600 lebte hier die Budschak-Horde, ein Teil der Nogaier-Horde.
Bevor Bessarabien nach dem Frieden von Bukarest, infolge des 6. russischen Türkenkrieges, 1812 Teil des Russischen Kaiserreichs wurde, bestand die Bevölkerung vorwiegend aus Nogai-Tataren, Türken und Rumänen (Moldauer), dazu noch im 18. Jahrhundert angesiedelten Lipowanern. Nach 1812 verließen alle Tataren und Türken sowie große Teile der Rumänen und Lipowaner die Region. Um den Landstrich wieder zu bevölkern, warb die russische Regierung bulgarische, gagausische, deutsche, ukrainische und russische (aber keine lipowanischen!) Kolonisten an und stattete sie mit Böden und Privilegien (Religionsfreiheit, Wehrpflichtbefreiung) aus (siehe: Bevölkerung Bessarabiens).
Von 1814 bis 1842 wanderten ungefähr 9.000 Deutsche, hauptsächlich aus Württemberg, den Ostprovinzen Preußens und aus Kongresspolen nach Bessarabien ein, aus denen sich im Laufe der Zeit die Volksgruppe der Bessarabiendeutschen bildete. Sie gründeten auf dem von der Regierung zugeteilten Kronland 24 Mutterkolonien. Das Kronland in der Budschak-Steppe umfasste dabei ungefähr 150.000 Hektar, wo das Hauptsiedlungsgebiet der deutschen Auswanderer lag. Aber auch in Nordbessarabien außerhalb des Budschak siedelten deutsche Auswanderer. Im September 1940 ermöglichte der Deutsch-Sowjetische Grenz- und Freundschaftsvertrag zwischen dem Deutschen Reich und der Sowjetunion die Umsiedlung der mittlerweile 93.000 deutschstämmigen Bewohner Bessarabiens aus rund 150 Siedlungen. Nahezu alle Angehörigen der Volksgruppe, darunter auch die aus Nordbessarabien stammenden Eltern des späteren Bundespräsidenten Horst Köhler, schlossen sich der Umsiedlung an, die im November 1940 abgeschlossen war.

## Budschak als Region Bessarabiens

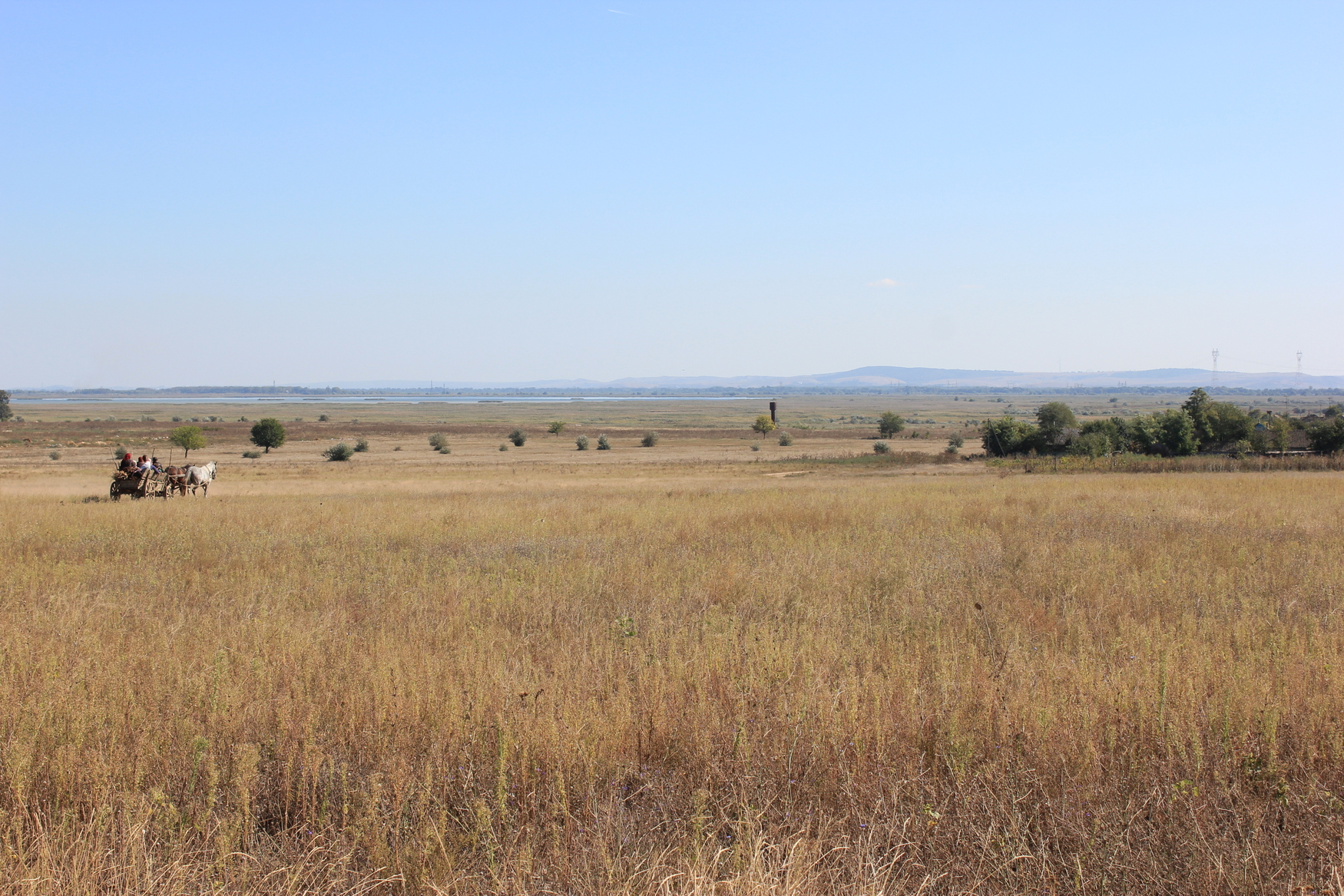
Landschaft im südlichen Budschak

Ursprünglich war das Gebiet von 1367 bis 1484 im Besitz des Fürstentums Moldau, das zu dieser Zeit ein Protektorat Polens war, 1512 aber unter Oberhoheit des Osmanischen Reiches fiel. Die Budschak-Region selbst eroberten die Osmanen 1484 und gliederten sie ihrem Reich direkt an. Sie wurde damit diejenige Region der heutigen Ukraine, die am längsten unter türkischer Herrschaft stand (siehe Islam in Rumänien und Islam in der Ukraine). In der Region erinnern viele Orts-, Fluss- und Seenamen an die türkisch-tatarische Vergangenheit: Tatarbunary, Alibej, Izmail etc.
Im Jahre 1812 wurde Russland im Frieden von Bukarest das Recht zugestanden, ganz Bessarabien in seinen Besitz zu nehmen. Schon Peter der Große hatte hundert Jahre zuvor und in weiteren Türkenkriegen dieses Ziel angestrebt, war aber am Pruth zunächst bezwungen worden. Nach dem Krimkrieg gehörte die südliche Hälfte des Budschak (als Teil von Cahul, Bolgrad und Ismail) zwischen 1856 und 1878 dem Fürstentum Moldau sowie Rumänien.
In den Revolutionswirren von 1917 kam das Land Russland abhanden. Ein Landesrat erklärte 1917 Bessarabien und damit auch den Budschak zur Demokratischen Moldauischen Republik. Nach inneren Unruhen mit marodierenden Banden rief der Landesrat Rumänien 1918 um Hilfe, das Truppen entsandte. Im gleichen Jahr erfolgte der freiwillige Anschluss an Rumänien. Die westlichen Mächte erkannten den Anschluss an Rumänien an. Aus sowjetischer Sicht handelte es sich um eine von der rumänischen Regierung inszenierte Abspaltung von Russland und eine organisierte Annexion durch Rumänien.

## Teilung Bessarabiens
1940 nahm die Sowjetunion das Land durch militärische Besetzung wieder in Besitz und teilte Bessarabien erstmals. Der nördliche und mittlere Teil bildeten die Moldauische, der südliche Teil (Budschak) kam zur Ukrainischen Sozialistischen Sowjetrepublik. Beim Ostfeldzug der deutschen Wehrmacht (Unternehmen Barbarossa), der am 21. Juni 1941 begann, wurde Bessarabien im August 1941 durch deutsche und rumänische Truppen erobert. Bei der am 20. August 1944 einsetzenden Sommeroffensive durch die Operation Jassy-Kischinew überrannte die Rote Armee in fünf Tagen Bessarabien. Nach dem Krieg wurde die Region erneut geteilt. Der Budschak wurde in die Ukrainische SSR eingegliedert, so dass die Moldauische SSR ein Binnenland wurde, was sich nachteilig auf ihre wirtschaftliche Entwicklung auswirkte.
Beim Zerfall der Sowjetunion 1991 und der Unabhängigkeit der Ukraine blieb der Budschak Bestandteil des nun selbständigen Staates Ukraine.